# Eriogonum annuum
Eriogonum annuum är en slideväxtart som beskrevs av Thomas Nuttall. Eriogonum annuum ingår i släktet Eriogonum och familjen slideväxter. Inga underarter finns listade i Catalogue of Life.